# 辽剧
辽剧，中国戏曲剧种之一，由辽南盖州皮影演化而来。最初称作辽南戏，2002年更名为辽剧。

## 历史
1961年，辽宁省辽南戏实验剧团在沈阳成立，以辽南皮影戏为基础，将其由说唱形式改为舞台演出形式，辽剧由此诞生。

## 演出团体
目前，辽剧的唯一的专业剧团为盖州市辽剧团。